# Jan Kucharzewski
Jan Kucharzewski (ur. 27 maja 1876 w Wysokiem Mazowieckiem, zm. 4 lipca 1952 w Nowym Jorku) – polski historyk, prawnik, polityk, premier (1917–1918), Referendarz Rady Regencyjnej.

## Życiorys
Absolwent gimnazjum gubernialnego w Łomży. W 1898 ukończył studia na Wydziale Prawnym Cesarskiego Uniwersytetu Warszawskiego, po czym wyjechał do Berlina, gdzie prowadził badania do pracy naukowej Początki prawa małżeńskiego. Po powrocie do Warszawy w 1901 pracował kolejno jako asesor i obrońca w Prokuratorii Skarbu Królestwa Polskiego, a od 1906 jako adwokat przysięgły, jednocześnie wykładając ekonomię polityczną na tajnych kompletach, kursach handlowych, kursach pedagogicznych dla kobiet i w gimnazjach. W latach 1907–1908 był wykładowcą podstaw polityki na Wydziale Humanistycznym Towarzystwa Kursów Naukowych w Warszawie.
Jako student był członkiem Zetu i Bratniej Pomocy, a w latach 1905–1911 należał do Ligi Narodowej. Od 1905 współpracował z organem LN  „Goniec Poranny i Wieczorny”, propagował politykę Stronnictwa Narodowo-Demokratycznego w prasie i na zgromadzeniach. W 1908 zerwał z Romanem Dmowskim na tle jego ugodowej polityki wobec Rosji oraz udziału delegacji endeckiej w panslawistycznym Zjeździe Słowiańskim w Pradze, nawiązując współpracę z prasą germanofilską wydawaną przez Władysława Studnickiego. Po wystąpieniu z Ligi Narodowej kandydował obok Dmowskiego bez powodzenia do IV Dumy Państwowej z Królestwa Polskiego, przegrywając z Eugeniuszem Jagiełłą (PPS-Lewica, Bund).
Pierwsze lata I wojny światowej spędził w Szwajcarii, gdzie prowadził działalność publicystyczną na rzecz sprawy polskiej jako współpracownik „Gazette de Lausanne” (1915–1917). Odrzucił propozycję akcesji do obozu prorosyjskiego ze strony Erazma Piltza, uznał Akt 5 listopada z 1916 za podstawę do zaangażowania na rzecz sprawy polskiej po stronie państw centralnych. W czerwcu 1917 wrócił do Warszawy i zbliżył się do Ligi Państwowości Polskiej. Był pracownikiem Rady Departamentu Spraw Politycznych Tymczasowej Rady Stanu. Rozpoczął pracę w administracji podległej Radzie Regencyjnej, był szefem sekcji szkolnictwa wyższego w Departamencie Kultury i Nauki. Od 26 listopada 1917 do 27 lutego 1918 z rekomendacji generał-gubernatora warszawskiego Hansa Beselera pełnił urząd Prezydenta Ministrów (szefa rządu). Działał bez powodzenia na rzecz utworzenia armii polskiej u boku Niemiec na froncie wschodnim i dopuszczenia rządu Rady Regencyjnej do rozpoczętych w grudniu 1917 rokowań pokojowych z Rosją radziecką w Brześciu. Podał się do dymisji 11 lutego 1918 w proteście wobec postanowień traktatu brzeskiego. Po raz drugi został premierem 2 października 1918, ale funkcję sprawował zaledwie przez tydzień, na tym stanowisku podpisał orędzie Rady Regencyjnej z 7 października zapowiadające nadejście niepodległości. W okresie wojny polsko-bolszewickiej w 1920 przebywał ponownie w Szwajcarii, agitując za polityką obozu Józefa Piłsudskiego. W okresie międzywojennym doradca przy Radzie Ministrów i MSZ, po powrocie do Warszawy wiosną 1921 zajmował się działalnością naukową i publicystyczną, rozwijając motywowane silnym antykomunizmem koncepcje federacyjne i badania nad historią Rosji.
W toku II wojny światowej wyjechał z okupowanej Polski w kwietniu 1940 do Rzymu, a stamtąd pod koniec maja do Paryża, następnie do Portugalii i na początku lipca do USA. Tam wielokrotnie zabierał głos na rzecz Polski z pozycji antysowieckich i antykomunistycznych. Prezes Polskiego Instytutu Naukowego w Nowym Jorku (1942–1952). Członek założyciel Polskiego Towarzystwa Naukowego na Obczyźnie.
Jako historyk zajmował się głównie dziejami Rosji i Polski w XIX i XX wieku. Był członkiem Towarzystwa Naukowego Warszawskiego (od 1921 członek rzeczywisty, od 1929 członek zwyczajny) i Polskiej Akademii Umiejętności (od 1926 członek korespondent, od 1936 członek czynny).

## Wybrane publikacje
- Socyalizm prawniczy (1906)
- Sprawa polska w parlamencie frankfurckim 1848 roku (1908)
- Réflexions sur le problème Polonais, Lausanne 1916, s. 91 (1916)
- Maurycy Mochnacki (1910)
- Epoka Paskiewiczowska. Losy oświaty (1914)
- Od białego caratu do czerwonego (tom 1–7, Warszawa 1923–1935, Wyd. Kasy im Mianowskiego, wyd. 2 – Warszawa: PWN 1998-2000)
- The Origin of Modern Russia (1948), wyd. polskie: Od białego do czerwonego caratu z przedmową Oskara Haleckiego, London 1986, Veritas Foundation Publication Centre, ISBN 0-901215-91-0.

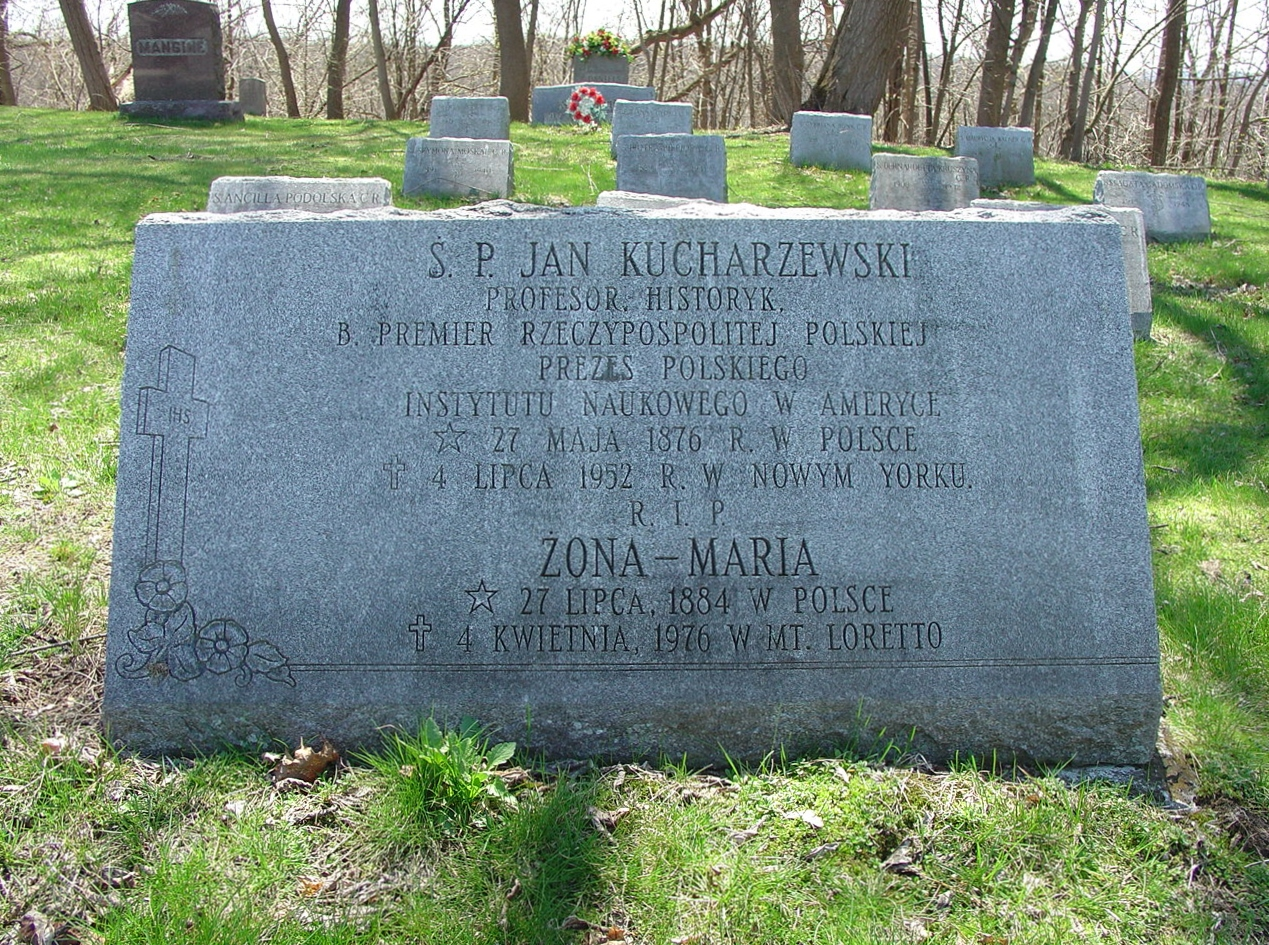
Nowy Jork, USA – Grób Jana Kucharzewskiego

## Odznaczenia
- Krzyż Komandorski z Gwiazdą Orderu Odrodzenia Polski (2 maja 1923)[9][10]

## Rodzina i życie prywatne
Był synem Stefana, inżyniera i Anny z Raczkowskich. Siostrą jego matki była Teodora Raczkowska.